# احمد احرار
احمد احرار (۱۳۱۳ – ۱ دی ۱۴۰۱) روزنامه‌نگار و رمان‌نویس اهل ایران بود.

## فعالیت
احمد احرار روزنامه‌نگاری را ۱۳۳۲ به عنوان خبرنگار پارلمانی روزنامه اطلاعات آغاز کرد و سپس عضو شورای سردبیری این روزنامه شد. او دوران جوانی به دلیل آشنایی و دوستی با سیاست‌مداران (از طریق عباس مسعودی) بر امور سیاسی اثر می‌گذاشت. احمد احرار در سال ۱۳۳۶ دبیر سرویس اجتماعی روزنامه اطلاعات و در سال ۱۳۳۷ سردبیر هفته‌نامه اطلاعات جوانان شد. او در دوره‌هایی سردبیری هفته‌نامه اطلاعات جمعه را هم برعهده داشت.
او پس از ترک ایران، به هیئت تحریریه روزنامه کیهان لندن پیوست.

## نویسندگی
احمد احرار در اواخر دهه ۱۳۳۰ به نوشتن رمان‌های تاریخی پرداخت.

### کتاب‌ها
- توفان در ایران
- مردی از جنگل
- افسانهٔ شجاعان
- دو قرن فراز و نشیب مطبوعات و سیاست در ایران
- اژدها
- شاهزاده و عیار
- بهار و خون و افیون
- شاهین سپید
- شیطان سبز
- ملکه خون آشام
- گذشته و آینده

## سیاست
امیرعباس هویدا چندبار به او پیشنهاد مقام دولتی داد که نپذیرفت. او پیشنهاد وزیر دربار را نیز نپذیرفت. زیرا می‌خواست روزنامه‌نویس بماند.

## انقلاب ۱۳۵۷
شایعه‌ای هست که می‌گوید در هنگام انتشار مقاله ایران و استعمار سرخ و سیاه نوشته کسی به نام احمد رشیدی مطلق در روزنامه اطلاعات، احرار سردبیری این روزنامه را برعهده داشته و این مقاله با تایید او منتشر شده است. اما او توضیح داده که در هنگام انتشار مقاله، احمد شهیدی سردبیری اطلاعات را برعهده داشته است. احمد شهیدی برای انتشار آن مقاله نظر احرار را جویا می‌شود. احرار با انتشار این مقاله به شدت مخالف می‌کند. نه مخالفت احرار و نه تلاش‌های شهیدی جلوی انتشار این مقاله را نگرفتند.
احمد احرار همزمان با انقلاب ۱۳۵۷ در خارج از ایران بود. در آنجا دوستان و همکاران وی او را راضی کردند که از بازگشت به ایران خودداری کند تا اوضاع آرام گیرد. اما هرگز چنین نشد.

## خارج از ایران
پس از انقلاب در آپارتمانی در محله پانزدهم پاریس زندگی کرد و به روزنامه‌نگاری و نوشتن مقالات برای نشریات فارسی ادامه داد. او به دعوت مصطفی مصباح‌زاده، بنیان‌گذار موسسه کیهان، زمانی که روزنامه کیهان لندن منتشر شد نگارش مقالات هفتگی را به عهده گرفت. پس از مرگ هوشنگ وزیری، احمد احرار سردبیری این نشریه را برعهده گرفت. همزمان گردآوری و انتشار سومین بخش از خاطرات اردشیر زاهدی به وی سپرده شد که او با دقت، این کار را انجام داد.

## درگذشت
احمد احرار بعد از ماه‌ها بیماری در ۱ دی ۱۴۰۱ در سن ۸۸ سالگی در پاریس درگذشت. او مانند بسیاری از دوستانش وصیت کرده بود که سوزانده شود. برای همین در گورستان پر-لاشز سوزانده شد.